# Állványos dinamikus tárolási rendszerek
Az állványos dinamikus tárolási rendszer az árumozgatás során használt tároló-mozgató rendszer. Fő jellemzője, hogy egy-egy tárolási egység elhelyezése vagy kiemelése során az állványon lévő daru, vagy annak egy része is változtatja helyzetét.

## Főbb változatok
Utántöltős állványos tárolás
Az átjárható állványos tárolás továbbfejlesztett változata. A tárolási egységeket alátámasztó hossztartók lejtősen lettek kialakítva, így a tárolási egységek a gravitáció miatt a betárolási oldal felől a kitárolási oldal felé haladnak.
Gördíthető állványos tárolás
Általában olyan raktárakban használják, ahol a készlet teljes lecserélődése sokáig tart, vagy egy-egy állványsort nagyon ritkán keresnek fel. Az állványok gördíthető kerekekkel rendelkeznek, így kézi, vagy gépi erővel mozgathatóak, ebből kifolyólag könnyen automatizálható. A zárt rendszer kialakítása miatt nagyfokú áruvédelmet biztosít. Nagy födém teherbíró képesség és nagy síkpontosságú padlóburkolat szükséges a telepítéséhez. Gépi mozgatás esetén jelentős energia és karbantartási igénye van.
Körforgó állványos tárolás
Egymással összekapcsolt tálcák, polcok vagy egyéb tárolóelemek mozognak függőleges(Páternoszter) vagy vízszintes (Karusszel) irányban. Ha egy tárolót el szeretnének érni, valamennyi egység megindul a pályán, ez a mozgás addig tart, míg a kívánt egység a kiadóhelyhez nem érkezik. Az áru az emberhez elv teljesül, így ergonómiai szempontból igen kedvező. Könnyen automatizálható és jól illeszthető technológiai folyamatokba, viszont az áru be és kitárolási teljesítménye alacsony.